# Саттер, Кристоф
Кристоф Саттер (англ. Christoph Sutter; род. 20 марта 1973 года, Базель, Швейцария) — швейцарский предприниматель и менеджер, сооснователь и руководитель South Pole Group; эксперт по парниковым газам (см. Киотский протокол и Торговля эмиссионными квотами).

## Биография
Кристоф Саттер родился 20 марта 1973 года в Базеле (Швейцария).
С 1993 по 1999 году обучался в Швейцарской высшей технической школе Цюриха, где получил степень магистра в области охраны окружающей среды.
После работы в консалтинговой компании Ernst Basler & Partner в Цюрихе, в 2002 году стал сооснователем некоммерческой организации myclimate, выделившейся из Швейцарской высшей технической школы Цюриха и занимавшейся разработкой методов и стандартов в области изменения климата.
Основу деятельности организации во многом положили выводы диссертации Кристофа.
Тогда же Кристоф был привлечён к работе над Рамочной конвенцией ООН об изменении климата, где проработал три года.
В 2003 году защитил докторскую диссертацию на тему «Оценка устойчивости CDM проектов в рамках Киотского протокола» (англ. Sustainability Assessment of CDM Projects under the Kyoto Protoco), которая была отмечена медалью за лучшую работу.
Летом 2005 году получил степень MBA в Торонто (Канада).
В 2006 году, вместе с Патриком Бюрги (нем. Patrick Bürgi), Томасом Камерата (англ. Thomas Camerata) и Ренатом Хойбергером основал и стал одним из руководителей компании South Pole Carbon Asset Management, Ltd. (сейчас South Pole Group), специализирующейся на проектах по сокращению выбросов парниковых газов, торговле эмиссионными квотами и консалтинговых услугах в своей области.
В 2012 году отошёл от непосредственного руководства компанией ради работы по схожим направлениям.

## Награды и премии
В 2009 году назван Молодым глобальным лидером (англ. Young Global Leaders).
13 декабря 2011 года Кристоф Саттер, совместно с Ренатом Хойбергером, были названы Фондом Шваба социальными предпринимателями года, за работу в созданной ими компании South Pole Carbon Asset Management, сочетающую в себе устойчивое развитие и рыночный подход с решением глобальной проблемы изменения климата.